# The Ticket-of-Leave Man
The Ticket-of-Leave Man er en britisk stumfilm fra 1918 af Bert Haldane.

## Medvirkende
- Daphne Glenne - May Edwards
- George Foley - Bob Brierley
- Aubrey Fitzmaurice
- Wilfred Benson - James Tiger Dalton
- Rolf Leslie - Melter Moss